# 米拉丁·斯特瓦諾維奇
米拉丁·斯特瓦諾維奇（1996年2月11日—）是一位塞爾維亞足球運動員。在場上的位置是後衛。他現在效力於塞爾維亞足球超級聯賽球隊游擊隊足球俱樂部。他也代表塞爾維亞各級國青隊參賽。